# 森康子
森 康子（もり こうこ、1929年9月2日 - ）は、東京都出身の日本の女優。身長150 cm。体重35 kg。

## 人物・来歴
20歳の頃に劇団の研究生となり、女優活動を始める。
仕事が一定量入り出したのは70歳を過ぎてからであり、2009年のインタビューでは、「60代までは、自分の人生は負けだったと思って生きてきた。悩むというより、あきらめていたから、誰かをうらやむことは一切なかった。人は人、ですもの。人生の最晩年に、神様がごほうびを下すったと思っています。」と語っている（2009年8月29日、朝日新聞）。脚本家の若木康輔には「私下積み50年なのよお」と話したという。
東京映画、エヌ・エー・シーを経て、2010年代まで希楽星に所属していた。

## 出演

### 映画
- 「名もなく貧しく美しく」（1961年1月15日）
- 「濡れた女」（1965年10月）
- 「獣の欲望」（1966年2月）
- 「熟したつぼみ」（1966年3月）
- 「春男の翔んだ空」（1977年12月19日） - 八百屋のおかみ 役
- 「スキンレスナイト」（1991年） - 福田屋の仲居 役
- 「井の頭狩人」（2002年3月30日） - 看護婦 役
- 「竜馬の妻とその夫と愛人」（2002年9月14日） - 腰の悪いおばあさん 役
- 「2LDK」（2003年10月4日） - 村人（声） 役
- 「呪霊 THE MOVIE 黒呪霊」（2004年3月27日） - 前田澄江 役
- 「下妻物語」（2004年5月29日）
- 「スウィングガールズ」（2004年9月11日） - 老婆 役
- 「感染」（2004年10月2日） - 着物の老女 役
- 「絶対恐怖 Pray プレイ」（2005年10月15日） - 青柳たづ子 役
- 「ホールドアップダウン」（2005年10月28日） - 老婆 役
- 「るにん」（2006年1月14日）
- 「県庁の星」（2006年2月25日） - 枕を抱く老婆 役
- 「ユメ十夜 第八夜」（2007年1月27日）
- 「Little DJ〜小さな恋の物語」（2007年12月15日） - 曽我タエ 役
- 「ポストマン」（2008年3月22日） - 山平のおばあさん 役
- 「ぼくたちと駐在さんの700日戦争」（2008年4月5日） - スカートがめくれていたおばあちゃん 役
- 「山桜」（2008年5月31日） - うめ 役
- 「イキガミ」（2008年9月27日）
- 「ふうけもん」（2009年1月17日）
- 「ディア・ドクター」（2009年6月27日） - 中野シゲ子 役
- 「神様ヘルプ!」（2010年8月7日） - 典子の祖母 役
- 「おにいちゃんのハナビ」（2010年9月25日） - 野本千鶴 役
- 「酔いがさめたら、うちに帰ろう。」（2010年12月4日） - 吉田の母 役
- 「ホームカミング」（2011年3月12日）
- 「アフロ田中」（2012年2月18日） - 尼さん 役
- 「さまよう獣」（2013年2月2日） - キヌ 役
- 「マダム・マーマレードの異常な謎」
  - 「ナゾトキネマ マダム・マーマレードの異常な謎 出題編」（2013年10月25日）
  - 「ナゾトキネマ マダム・マーマレードの異常な謎 解答編」（2013年11月22日）
- 「白ゆき姫殺人事件」（2014年3月29日） - 城野ハツエ 役
- 「福福荘の福ちゃん」（2014年11月8日）
- 「MIRACLE デビクロくんの恋と魔法」（2014年11月22日）
- 「女が眠る時」（2016年2月27日）
- 「ひそひそ星」（2016年5月14日）
- 「ディアスポリス -DIRTY YELLOW BOYS-」（2016年9月3日）

### テレビドラマ

#### NHK
- 大河ドラマ
  - 「風と雲と虹と」[4]
    - 第1話・第39話・第49話・最終話（1976年1月4日・9月26日・12月5日・12月26日） - 民人 役
    - 第15話（1976年4月11日） - 里人 役

  - 「花神」第8話（1977年2月20日） - 金子の母 役[5]
  - 「おんな太閤記」第37話（1981年9月20日） - 商人 役
  - 「峠の群像」第30話（1982年8月1日） - 長屋の女 役
  - 「徳川家康」第11話（1983年3月20日） - 老女 役
  - 「春の波涛」第44話（1985年11月3日） - 下宿のおかみ 役
  - 「いのち」第1話（1986年1月5日） - 村人 役
  - 「武田信玄」第37話（1988年9月18日） - 女 役
  - 「春日局」第44話（1989年11月5日） - そで 役
  - 「信長 KING OF ZIPANGU」第4話・第6話・第45話・第47話（1992年1月26日・2月9日・11月15日・11月29日）
  - 「八代将軍吉宗」第7話（1995年2月19日） - 老婆 役
  - 「秀吉」第40話・第41話・第46話（1996年10月13日・10月27日・12月1日）
  - 「義経」第1話（2005年1月9日） - 在の女 役
- 「十字路 第一部」第1話（1978年4月15日）
- 「阿修羅のごとく」第1話 - 最終話（1979年1月27日 - 1月27日）
- 連続テレビ小説
  - 「マー姉ちゃん」（1979年4月2日 - 9月29日） - 患者 役
  - 「おしん」第10話（1983年4月14日） - おばさん 役[6]
  - 「君の名は」第105話（1991年7月31日） - 老人 役
  - 「ちゅらさん」第23話（2001年4月27日） - 新宿駅の客 役
  - 「つばさ」第122話（2009年8月18日） - 掃除のおばさん 役[7]
  - 「ゲゲゲの女房」第21話・第38話（2010年4月21日・5月11日） - のんのんばあ 役[8]
- 「男たちの旅路 第4部」最終話（1979年11月24日）
- 「御宿かわせみ」
  - 「御宿かわせみ 第1シリーズ」第6話（1980年11月12日）
  - 「御宿かわせみ 第2シリーズ」第19話（1983年3月9日）
- 「ザ・商社」第2話（1980年12月6日） - 賄い婦 役[9]
- 「男子の本懐」（1981年1月4日）[10]
- 「ビゴーを知っていますか」（1982年10月9日）[11]
- 「日本の面影」第2話（1984年3月10日）
- 「真田太平記」第20話 - 老尼 役
- 「花へんろ 風の昭和日記」第3話（1985年4月27日）[12]
- 「樋口一葉 われは女成りけるものを…」第2話（1985年11月30日）[13]
- 「今朝の秋」（1987年11月28日）[14]
- 「円空」（1988年7月2日）[15]
- 土曜ドラマ（NHK)
  - 「新十津川物語 明治編」（1991年10月5日・10月12日） - 直一の祖母 役
- 「はやぶさ新八御用帳」第21話（1994年3月4日）
- 「照柿」（1995年11月12日 - 12月17日、NHK BS2）
- 「しくじり鏡三郎」第18話（1999年8月13日）
- 「介護ビジネス」後編（2001年3月17日）[16]
- 「緋色の記憶〜美しき記憶の秘密〜」（2003年1月6日 - 1月27日）
- 「七瀬ふたたび」第1話・第2話（2008年10月9日・10月16日） - 高橋さん 役
- 「君たちに明日はない」第1話（2010年1月16日） - 老婦 役
- 「八日目の蟬」第2話（2010年4月6日） - 老婦人 役
- 「離婚同居」第1話（2010年5月18日）
- 「母になったり、ならなかったり。」（2011年1月28日、NHK BShi）
- 「塚原卜伝」第1話 - 最終話（2011年10月2日 - 11月13日、NHK BSプレミアム） - 老女 役
- 「ビターシュガー」第6話（2011年11月22日）
- 「ダンナ様はFBI～愛のミッション～」（2014年5月11日、NHK BSプレミアム）

#### 日本テレビ
- 「太陽にほえろ!」第32話（1973年2月23日）
- 「私はタフな女」第3話（1981年5月8日）
- 火曜サスペンス劇場
  - 「小京都ミステリー」第7作（1992年12月1日） - さよ 役
  - 「だます女だまされる女」第4作（2002年5月21日）
- 「平成夫婦茶碗〜ドケチの花道〜」第8話（2000年3月1日）
- 「ぼくの魔法使い」最終話（2003年7月5日）[17]
- 「あいのうた」第2話（2005年10月19日） - おばあちゃん 役
- 「探偵学園Q」（2006年7月1日） - 老婆 役
- 「ハケンの品格」第1話（2007年1月10日） - 老婆 役
- 「セクシーボイスアンドロボ」第3話（2007年4月24日） - お婆さん 役
- 「死ぬかと思った」第7話（2007年5月19日） - おばあさん 役
- 「夢をかなえるゾウ 女の幸せ篇」（2008年10月2日 - 12月25日）
- 「ザ・クイズショウ
THE QUIZ SHOW」第2話（2009年4月25日） - 高島沙世 役
- 「赤鼻のセンセイ」第1話（2009年7月8日） - カキ氷屋 役
- 「怪物くん」第4話（2010年5月8日） - 老婆 役
- 「黄金の豚-会計検査庁 特別調査課-」第1話（2010年10月20日） - 老婆 役
- 「高校生レストラン」第1話（2011年5月7日） - おばあちゃん 役
- 「三毛猫ホームズの推理」第7話（2012年5月26日） - 仲谷とよ 役
- 「ピン女のメリークリスマス 〜恋したい、恋しようとしない、恋できない。〜」第1話 - 最終話（2012年12月18日 - 12月20日）
- 「雲の階段」第2話・第3話・第8話（2013年4月24日・5月1日・6月5日） - 長谷部絹代 役
- 金曜ロードSHOW!「Dr.ナースエイド」（2014年11月7日） - 笹本菊 役
- 「ドS刑事」第1話（2015年4月11日） - シニアカーを押しながら歩く老婆 役

#### TBS
- 東芝日曜劇場
  - 「心」（1972年4月9日）
  - 「放蕩一代息子」（1973年10月14日） - 叔母 役[18]
  - 「お母ちゃんごめんネ」（1973年12月23日）[19]
  - 「ちいさい愛」（1974年4月28日）[20]
  - 「おんなの家 その二」（1974年12月8日）
  - 「明日また」（1975年1月19日）
  - 「ちょっといい姉妹」（1981年11月5日）
  - 「わたしの家族」（1982年6月13日）
  - 「早朝電車」（1988年7月24日）
- 「刑事くん 第1部」第44話（1972年7月3日）
- サンデービッグプレゼント「愛といのち」（1973年9月30日）[21]
- 「青春の門 第二部」第9話（1978年2月1日）
- 「別れて生きる時も」第39話（1978年2月27日）
- 「噂の刑事トミーとマツ」第13話（1980年1月9日） - 駅の靴磨きおばさん 役
- 「玉ねぎむいたら…」第7話（1981年5月15日） - 主婦 役
- 「はまなすの花が咲いたら」第18話（1982年3月9日）[22]
- ザ・サスペンス「惨事・バスガイドの殺意」（1982年9月11日）[23]
- 「好色一代男 世之介の愛して愛して物語」（1986年1月1日）[24]
- 「赤ひげ」（1989年4月1日）
- 「びんた」最終話（1990年3月27日）
- 月曜ドラマスペシャル → 月曜ミステリー劇場 → 月曜ゴールデン
  - 「拝啓オグリキャップ様」（1991年9月30日）
  - 「十津川警部シリーズ」第3作（1993年10月4日） - 浜中梅子 役[25]
  - 「浅見光彦シリーズ」
    - 第4作（1995年7月31日） - 老婆 役[26]
    - 第6作（1996年4月1日） - お手伝い 役[27]
    - 第20作（2005年3月14日） - 白峯園入所者 役

  - 「いつか見た青い空」（1995年8月7日）[28]
  - 「陰の季節」第2作（2001年1月29日） - 長田 役
  - 「私だってキレるわよ!」（2001年3月5日） - 呆けたおばあちゃん 役
  - 「3月10日東京大空襲 語られなかった33枚の真実」（2008年3月10日）
  - 「緑川警部シリーズ」第1作（2009年6月22日） - 児童養護施設「ひまわり学園」老職員 役
  - 「財務捜査官 雨宮瑠璃子」第5作（2009年11月9日） - 相葉房江 役
  - 「弁護士 一之瀬凛子」第2作（2010年1月18日） - 田畑とし子 役
  - 「猫弁シリーズ」第2作（2013年4月22日） - 黒岩サチ江 役
- 「私は貝になりたい」（1994年10月31日）
- 「その気になるまで」第1話（1996年4月7日）[29]
- 「二十六夜参り」（1998年8月17日）[30]
- 「ランデヴー」第2話（1998年7月10日）
- 「ひとりぼっちの君に」第3話（1998年7月16日）
- 「Friends」第5話（2000年8月4日）
- 「義父のいる風景」（2000年11月27日）[31]
- 「白い影 -Love and Life in the White-」第2話（2001年1月21日）
- 「マリア」第3話・第5話（2001年7月18日・8月1日）
- 「GOOD LUCK!!」第5話（2003年2月16日） - 機上のおばあちゃん 役
- 「こちら本池上署」
  - 「こちら本池上署 第2シリーズ」第6話（2003年5月19日） - 噂好きのおばあちゃん 役
  - 「こちら本池上署 第3シリーズ」第2話（2004年1月19日）
- 「怪談新耳袋 第2シリーズ」第1話（2003年8月4日、BS-TBS） - ばあさん 役
- 「さとうきび畑の唄」（2003年9月28日） - 沖縄島民  役[32]
- 「コスメの魔法 第1シリーズ」第16話 - 第18話・第20話（2004年1月26日 - 1月28日・1月30日） - 呆けた可愛いおばあちゃん 役
- 水曜プレミア
  - 「ねじれた絆〜赤ちゃん取り違え事件の真実〜」（2004年4月21日）
  - 「日本のこわい夜」（2004年9月22日）
- 「オレンジデイズ」第6話（2004年5月16日） - 薬局店主 役
- 「新しい風」第9話（2004年6月10日） - 柴崎リツ 役
- 「さそり」第2話・第3話（2004年6月26日・7月3日、BS-TBS）
- 「ホットマン2」第1話（2004年10月7日） - 降矢節子 役
- 「渡る世間は鬼ばかり」
  - 「渡る世間は鬼ばかり 第7シリーズ」第40話（2005年1月6日） - 小山さん 役
  - 「渡る世間は鬼ばかり 第8シリーズ」第10話（2006年6月8日）
  - 「渡る世間は鬼ばかり 最終シリーズ」第22話・第29話（2011年3月24日・5月19日） - 客 役
- 「青春の門-筑豊篇-」（2005年3月21日・3月22日） - 木山とよ 役
- 「太宰治物語」（2005年10月10日）
- 「シンデレラになりたい!」（2006年3月18日） - お婆さん 役
- 「地獄の沙汰もヨメ次第」第7話（2007年8月16日） - ヤエおばさん 役
- 「Around40〜注文の多いオンナたち〜」最終話（2008年6月20日） - 下山さん 役
- 「あんどーなつ」（2008年7月7日 - 9月22日）
- 「スマイル」第3話・第4話（2009年5月1日・5月8日） - 老婆 役
- 「ハンチョウ〜神南署安積班〜 シリーズ1」第11話（2009年6月22日） - 白井スミ 役
- 「夏うたドラマSP 幸せの贈り物」（2009年7月24日） - バスの乗客 役
- 「ニコニコ少女」（2010年4月23日 - 4月25日） - お婆ちゃん 役
- 「ハンマーセッション!」第9話（2010年9月4日） - 老人 役
- 「99年の愛〜JAPANESE AMERICANS〜」第3話（2010年11月5日） - 老婦人 役
- 「冬のサクラ」最終話（2011年3月20日） - おばあさん 役
- 「強行帰国〜忘れ去られた花嫁たち〜」（2012年10月1日）
- 「空飛ぶ広報室」第7話（2013年5月26日）[33]
- 「ヤメゴク〜ヤクザやめて頂きます〜」第6話（2015年5月21日）

#### フジテレビ
- 「喪服の花嫁」（1969年4月14日 - 5月23日）
- 「男の償い」（1972年6月19日 - 8月4日） - しず 役
- 「続・あかんたれ」第98話（1978年8月9日）
- 「白い巨塔」第11話（1978年8月12日）
- 「和宮様御留」（1981年1月3日）[34]
- 「女商一代 やらいでか!」（1981年1月5日 - 9月25日）
- 「花祭」（1982年6月9日 - 10月6日）
- 「北の国から'83冬」（1983年3月24日）
- 「親戚たち」第3話・第11話（1985年7月18日・9月12日）[35][36]
- 「男たちの激突!」最終話（1988年10月17日）
- 「過ぎし日のセレナーデ」第2話（1989年10月26日）
- 「NIGHT HEAD」第4話（1992年10月30日） - 老婆 役
- 金曜エンタテイメント → 金曜プレステージ
  - 「これから ～海辺の旅人たち～」（1993年5月21日）[37]
  - 「黒田軟骨の女難」（2001年1月26日）
  - 「電話オペレーター三人娘のOL事件簿」（2002年5月10日） - 老婆 役
  - 「蓮丈那智フィールドファイル」（2005年9月16日）
  - 「ハマの静香は事件がお好き」第4作（2006年7月7日） - 老人 役
  - 「外科医 鳩村周五郎」第7作（2010年9月17日） - 漆原東京総合病院入院患者 役
  - 「鬼女」（2013年6月28日）
- 世にも奇妙な物語
  - 「ブルギさん」（1995年1月4日） - 老人 役
  - 「23歳の老人」（1995年10月4日） - 祖母 役
  - 「おかしなまち」（2002年3月27日） - おばあさん 役
  - 「採用試験」（2002年10月3日） - 老婆 役
  - 「ストーリーテラー」（2012年10月6日） - 老婆 役
- 「恋愛結婚の法則」第4話（1999年7月28日）
- 「女同士」第33話・第34話（2000年8月16日・8月17日）
- ほんとにあった怖い話
  - 「真夜中の病室」（2000年8月25日） - 吉田ミネ 役
  - 「老婆の伝言」（2004年12月13日） - 老婆（篠塚深雪の祖母） 役[38]
  - 「病棟のぬいぐるみ」（2006年8月22日） - 久保田峰子 役[39]
- 「憧れの人」（2001年9月25日）[40]
- 「はるちゃん5」第13話（2001年7月18日）
- 「慎吾ママドラマスペシャル おっはーは世界を救う」第2作（2001年8月31日）
- 「アンティーク 〜西洋骨董洋菓子店〜」最終話（2001年12月17日）
- 「恋愛偏差値 第二章Party」第1話（2002年8月1日）
- 「フライング・ボーイズ」（2002年10月1日）
- 「あなたの隣に誰かいる」第1話 - 第3話・第5話・最終話（2003年10月7日 - 10月21日・11月4日・12月9日） - 布部サキ 役[41][42]
- 「白い巨塔」第1話（2003年10月9日） - 退院した患者 役
- 「東京湾景〜Destiny of Love〜」第2話 - 第5話・第10話・最終話（2004年7月12日 - 8月2日・9月6日・9月13日） - 木本貞姫（李貞姫） 役
- 「救命病棟24時 第3シリーズ」最終話（2005年3月22日） - 神谷繁子 役[43]
- プレミアムステージ → 土曜プレミアム
  - 「 積木くずし真相 〜あの家族、その後の悲劇〜」後編（2005年9月3日） - 老人 役
  - 「愛馬物語」（2008年5月3日）
- 「アテンションプリーズ」第9話（2006年6月13日） - ジュースの老婦人 役
- 「わたしたちの教科書」第8話（2007年5月31日） - 村雲初枝 役
- 「山おんな壁おんな」第11話（2007年9月13日） - 鬼瓦和男の祖母 役
- 「医龍-Team Medical Dragon-2」第10話（2007年12月13日） - 雄太の祖母 役
- 「ガリレオ 第1シーズン」第3話（2007年10月29日） - 高野ヒデ 役
- 「無理な恋愛」第1話（2008年4月8日） - おばあちゃん 役
- 「CHANGE」第4話（2008年6月2日） - おばあさん 役
- 「33分探偵」第6話（2008年9月6日） - 大竹スズ 役
- 「金田一耕助シリーズ・悪魔の手毬唄」（2009年1月5日） - 栗林りん 役
- 「血液型別 オンナが結婚する方法♪」第1話（2009年2月23日）
- 「婚カツ!」第1話（2009年4月20日） - おばあちゃん 役
- 「任侠ヘルパー」
  - 第1話（2009年7月9日） - 鈴木トシ子 役
  - 第3話（2009年7月23日） - 渡辺節子 役
- 「東京DOGS」第3話（2009年11月2日） - シゲオの祖母 役
- 「チーム・バチスタ2 ジェネラル・ルージュの凱旋」第1話（2010年4月6日） - 根岸ミツ 役
- 「明日の光をつかめ」第21話（2010年8月2日）
- 「新春東京ツアー どえりゃあ婆ちゃん探偵団〜湯けむりパラダイスの怪事件〜」（2011年1月4日） - 鈴木浜子 役
- 「それでも、生きてゆく」第1話・第2話・第5話・第6話（2011年7月7日・7月14日・8月4日・8月11日） - 三崎泰子 役
- 「ボクが彼女をすきになった理由」（2011年11月6日）
- 「ワタシが彼をすきになった理由」（2011年11月7日）
- 「ぼくの夏休み」第1話（2012年7月2日） - 老婆 役
- 「リッチマン、プアウーマン」第5話（2012年8月6日）
- 「海の上の診療所」第10話（2013年12月16日）
- 「プラチナエイジ」第4話・第5話・最終話（2015年4月2日・4月3日・5月29日） - 梅沢ハル 役

#### テレビ朝日
- 「特別機動捜査隊」
  - 第646話（1974年3月20日） - 母親 役
  - 第760話（1976年6月9日） - 主婦 役
- 「特捜最前線」第7話（1977年5月18日）
- 「亭主の家出」第6話（1978年11月6日） - 女客 役
- 「ザ・ハングマン」
  - 「ザ・ハングマン」第2話（1980年11月21日）
  - 「ザ・ハングマンII」第8話（1982年7月23日）
- 「午後の旅立ち」第7話（1981年2月23日） - お手伝い 役
- 「ママ、大変だァ!」第7話（1985年8月29日）
- 「七人の女弁護士」第1話（1991年1月10日）
- 「ミステリー体験ゾーン 本当にあった怖い話」
  - 第1話（1992年4月13日） - 寮母 役
  - 第12話（1992年7月20日） - 祖母 役
- 土曜ワイド劇場
  - 「尼さん探偵事件帖」第4作（1993年4月17日）
  - 「混浴露天風呂連続殺人」第12作（1993年7月17日）
  - 「法医 歯科学の女」第1作（1997年1月25日） - おばあさん 役
  - 「外科医佐伯真の殺人カルテ」（2001年3月3日）
  - 「広域捜査官楠錬三郎・北へ南へ」第2作（2002年5月25日）
  - 「温泉医ぽっかや診療所事件カルテ」第3作（2003年1月18日） - 患者 役
  - 「鉄道捜査官」第4作（2004年9月11日） - 老婆 役
  - 「仮釈放の女」（2005年10月22日）
  - 「殺人スタント」第2作（2006年7月15日） - 戸見山さち 役
  - 「ショカツの女 新宿西署 刑事課強行犯係」第1作（2007年11月10日） - ひったくりされる老婆 役
  - 「ミステリー作家六波羅一輝の推理」第1作（2010年12月4日） - 山端タツ 役
  - 「西村京太郎トラベルミステリー」第57作（2012年1月28日）
- 「南くんの恋人」第7話（1994年2月28日） - 福引で液晶テレビを当てたお婆ちゃん 役
- 「ガラスの仮面 第1シリーズ」第9話 - 最終話（1997年9月1日 - 9月15日）
- サントリーミステリースペシャル「風よ、撃て」（1997年12月6日）
- 「はみだし刑事情熱系 PART4」第3話（1999年10月20日） ‐ 奥田たえ 役
- 「TRICK」
  - 「TRICK」第8話（2000年9月1日） - ヨネモトヨネ 役
  - 「TRICK -Troisième partie-」第6話（2003年11月20日） - 京貞子 役
- 「ツーハンマン」第3話（2002年7月26日） - 老人ホームの住人 役
- 「動物のお医者さん」第4話（2003年5月8日）
- 「綾辻行人・有栖川有栖からの挑戦状5」前編・後編（2003年6月13日・6月20日）
- 「刑事部屋〜六本木おかしな捜査班〜」第2話（2005年7月13日） - 亀井きよ 役
- 「PS羅生門 警視庁東都署」第4話（2006年7月26日） - 黒田の母 役
- 「エラいところに嫁いでしまった!」第3話（2007年1月25日）
- 「女帝」第3話（2007年7月27日）
- 「相棒 season6」第9話（2007年12月19日） - おでん屋台の女将 役
- 「崖っぷちのエリー〜この世でいちばん大事な「カネ」の話〜」最終話（2010年9月3日） - 愛媛の農家の老夫婦 役
- 「時は立ちどまらない」（2014年2月22日）[44]

#### テレビ東京
- 「日本怪談劇場」第10話「怪談 笠森お仙 幽霊茶屋」（1970年9月5日） - おかね 役
- 「美徳のよろめき」前編・後編（1993年6月28日・7月5日）[45][46]
- 女と愛とミステリー → 水曜ミステリー9
  - 「刑法第三十九条 FLASH BACK」（2001年2月4日） - 今日子の母 役
  - 「監察医・篠宮葉月 死体は語る」第2作（2002年11月20日） - 三田村ヨリエ 役
  - 「松本清張没後10年特別企画・たづたづし」（2002年11月27日）
  - 「伊豆・竜宮伝説殺人事件」（2003年3月9日） - 老婆 役
  - 「弁護士 水木邦夫 残り火」（2014年10月29日） - 立花孝久の母 役
  - 「激突! アラフィフ熟女刑事の事件簿」（2015年6月10日） - まど香の母 役
- 「香港明星迷」（2002年9月4日）
- 「ドゥニチラヴ」第5話（2003年2月10日）
- 「黄落、その後」（2005年2月27日）
- 「復讐するは我にあり」（2007年3月28日） - 巌の祖母 役
- 「美容少年★セレブリティ」第9話・第10話（2007年11月27日・12月4日） - 槇村静乃 役

#### その他
- 「ヒトリシズカ」第3話（2012年11月4日、WOWOW）
- 「パンとスープとネコ日和」最終話（2013年8月11日、WOWOW）
- ABUアジア子どもドラマシリーズ「折鶴」（2013年7月31日、NHK Eテレ）
- 「埋もれる」（2014年3月16日、WOWOW）
- 「モザイクジャパン」第1話・第2話・最終話（2014年5月18日・5月25日・6月15日、WOWOW）
- 「予告犯 -THE PAIN-」第1話（2015年6月7日、WOWOW）

### 劇場アニメ
- 「おしん」（1984年3月17日） - 店のおばさん 役

### 配信ドラマ
- 「40女と90日間で結婚する方法」第10話・第11話（2009年5月1日、BeeTV） - そば屋に現れた謎の老婆 役

### 特撮
- 「緊急指令10-4・10-10」第14話（1972年10月2日、テレビ朝日） - 主婦 役
- 「透明ドリちゃん」第8話（1978年2月25日、フジテレビ） - タローとジローの飼い主 役
- 「怪奇大家族」第3話（2004年10月17日、テレビ東京） - 薫子ばあちゃん 役
- 「満福少女ドラゴネット」第9話（2010年8月28日、tvk）
- 「仮面ライダーウィザード」第33話（2013年4月28日、テレビ朝日）

### バラエティー・再現VTR
- 「踊る!さんま御殿!!」（1997年10月28日 - 、日本テレビ）
- 「中居正広の金曜日のスマたちへ」（2001年10月19日 - 、TBS）
- 「行列のできる法律相談所」（2002年4月7日 - 、日本テレビ）
- 「石橋を叩いて笑う〜ゴッホの耳〜」パート2（2003年3月31日、テレビ朝日）
- 「わたしが子どもだったころ」第5回（2007年2月7日、NHK BShi）
- 「幸せって何だっけ 〜カズカズの宝話〜」（2004年11月5日 - 2008年3月14日、フジテレビ）
- 「時々迷々」（NHK Eテレ）
  - 2009年度 第10話（2009年9月25日） - 祖母 役
  - 2011年度 第19話（2012年2月24日） - お婆さん 役
- 「時々おとなも迷々」（NHK Eテレ）
  - 「時々おとなも迷々 成人の日」（2010年1月11日） - 電車内の老婆 役
  - 「時々おとなも迷々 敬老の日」（2010年9月21日） - 老婆 役
- 「Livejack Special II〜名曲ライブ×ドラマ 夢のコラボ〜」（2010年2月6日、フジテレビ）
- 「松本人志のコントMHK」第1回（2011年11月5日、NHK）
- 「未解決事件」第3回（2013年6月9日、NHK） - 主犯の女性の叔父の妻・ハル 役